# Illes Nansei
Les illes Nansei (南西諸島, Nansei shotō) o arxipèlag Nansei són un arxipèlag situat a l'oceà Pacífic occidental, paral·lel a la Fossa de Ryūkyū, fent de frontera entre el mar de la Xina Oriental i el mar de les Filipines. Segons la Guàrdia Costera del Japó l'arxipèlag Nansei està format per totes les illes al sud de l'illa de Kyūshū i al nord de Taiwan, incloent-hi les illes Daitō. Són 198 illes en total. Administrativament, les illes Nansei estan dividides entre les prefectures japoneses de Kagoshima i Okinawa. La ciutat més important és Naha, a l'illa d'Okinawa, la qual és també l'illa més gran. No s'han de confondre amb les illes Ryūkyū, les quals formen part de les illes Nansei.

## Geografia
Les illes Nansei estan formades per tres arxipèlags principals:
- Les illes Satsunan (薩南諸島, Satsunan shotō): amb les illes Ōsumi, illes Tokara i illes Amami.
- Les illes Ryūkyū (琉球諸島, Ryūkyū shotō): amb les Illes Okinawa i les illes Sakishima.
- Les illes Daitō (大東諸島, Daitō shotō).